# Eatonton
Eatonton est une ville des États-Unis, située dans l'État de Géorgie.
La ville compte environ 6 700 habitants. Elle se situe près du lac Oconee, à environ 100 km de la célèbre ville d'Atlanta et à environ une cinquantaine de km de la ville de Macon.

## Démographie
| 1840 | 1860  | 1870  | 1880  | 1890  | 1900  |
| ---- | ----- | ----- | ----- | ----- | ----- |
| 516  | 2 009 | 1 240 | 1 371 | 1 682 | 1 823 |

| 1910  | 1920  | 1930  | 1940  | 1950  | 1960  |
| ----- | ----- | ----- | ----- | ----- | ----- |
| 2 036 | 2 519 | 1 876 | 2 399 | 2 749 | 3 612 |

| 1970  | 1980  | 1990  | 2000  | 2010  | - |
| ----- | ----- | ----- | ----- | ----- | - |
| 4 125 | 4 833 | 4 737 | 6 764 | 6 480 | - |